# Kościół Chrystusa Króla w Żywcu
Kościół Chrystusa Króla – kościół w Żywcu, w dzielnicy Sporysz, siedziba parafii Chrystusa Króla, obejmującej swoim zasięgiem dzielnicę Sporysz. Położony jest przy ul. Piotra Skargi, w pobliżu Żywieckiej Fabryki Śrub "Śrubena – Unia".

## Historia

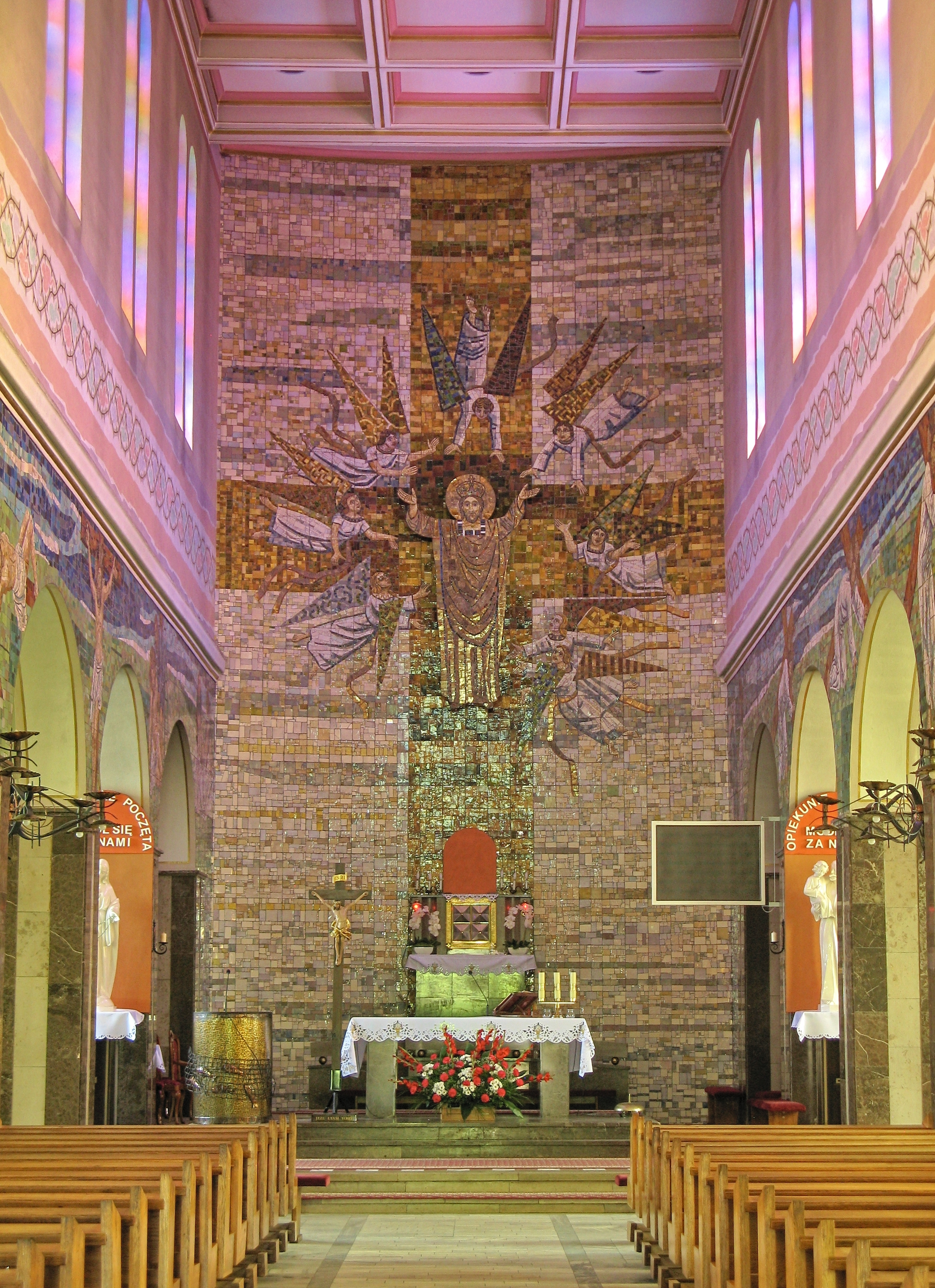
Prezbiterium (2020)

Mieszkańcy Sporysza należeli do parafii Narodzenia Najświętszej Marii Panny w Żywcu. W 1931 r. w kościele Narodzenia Najświętszej Maryi Panny znajdujący się w ołtarzu bocznym XV-wieczny krzyż przeniesiono pod emporę, z czym nie chciała się pogodzić część mieszkańców wsi Sporysz. Postanowiono, za zgodą proboszcza Jana Satke, o przeniesieniu krzyża do kaplicy położonej na terenie wsi, za Mostem Sporyskim. Kaplica okazała się jednak zbyt mała, nie było też możliwości jej powiększenia. Zdecydowano więc o budowie nowej kaplicy, położonej obok Fabryki Śrub w części miejscowości o nazwie Obszar.
Budowa nowej kaplicy spotkała się również z niechęcią części mieszkańców, którzy doprowadzili do budowy drugiej kaplicy, położonej po drugiej stronie rzeki, gdzie ostatecznie został przeniesiony zabytkowy krzyż. Obydwie kaplice wybudowano w latach 1936-1938.
Od 1 września 1946 r. posługę duszpasterską w kaplicy pod Obszarem pełnił ksiądz Zdzisław Dzidek. Podjął się on organizacji nowej parafii w Sporyszu oraz budowy kościoła w miejscu obecnej kaplicy.
Prace nad budową świątyni rozpoczęły się w lipcu 1952 r., udział w nich brali mieszkańcy Sporysza, Świnnej i Trzebini. Kamień węgielny został poświęcony 7 listopada 1953 r. przez Eugeniusza Baziaka, administratora apostolskiego archidiecezji krakowskiej. Budowa głównego trzonu i nakrycie kościoła dachem trwało do 1958 r.
6 sierpnia 1958 r. Sporysz mianowano samodzielną placówką duszpasterską, do której włączono również wsie Świnna i Trzebinia. W 1959 r. dołączony został też przysiółek Koleby.
Kościół Chrystusa Króla został poświęcony 23 września 1962 r. przez biskupa Karola Wojtyłę, a świątynią samodzielnej parafii stał się 6 lipca 1967 r. Prace wykończeniowe budowli trwały do 1986 r.

## Architektura
Kościół został wybudowany na planie prostokąta, w nawiązaniu do układu bazylikowego. Jest budynkiem trzynawowym. Nawy boczne, niższe od nawy głównej, zostały oddzielone od niej za pomocą arkad. Budynek został nakryty płaskimi stropami, a na dachu umieszczono wysoką, ażurową sygnaturkę.

## Wnętrze
We wnętrzu świątyni znajdują się mozaiki powstałe według projektu prof. Wiktora Zina. Ścianę główną prezbiterium zajmuje mozaika przedstawiająca Chrystusa Króla stojącego pośród aniołów.
Na ścianach nawy głównej umieszczono mozaikowe stacje drogi krzyżowej, a w oknach - kolorowe witraże o geometrycznych wzorach.
W bocznej nawie kościoła urządzono kaplicę Matki Boskiej Nieustającej Pomocy.